# Шевченкове (Володимирівська сільська громада)
Шевченкове — село в Україні, у Володимирівській сільській громаді Баштанського району Миколаївської області. Населення становить 262 особи.